# Jurij Vojnov
Jurij Nikolaevič Vojnov (in russo Юрий Николаевич Войнов?, in ucraino Юрій Миколайович Войнов?, Jurij Mykolajovyč Vojnov; Korolëv, 29 novembre 1931 – Kiev, 22 aprile 2003) è stato un calciatore e allenatore di calcio sovietico, dal 1991 ucraino.
Campione europeo con la Nazionale sovietica nel 1960.

## Carriera

### Club
Iniziò la carriera calcistica nel 1951 con lo Zenit San Pietroburgo, squadra da cui se ne andò dopo cinque stagioni, nel 1955, per trasferirsi alla Dinamo Kiev. Con la società ucraina accumulò 176 presenze. Nel 1964 pose fine alla sua attività agonistica per dedicarsi alla carriera di allenatore.

### Nazionale
Con la nazionale di calcio dell'Unione Sovietica vinse il campionato d'Europa 1960, accumulando ventitré presenze nel corso della sua carriera internazionale, partecipando anche al mondiale di Svezia 1958.

### Allenatore
Dopo il ritiro intraprese una lunga carriera manageriale, che lo portò sulla panchina del Čornomorec' Odessa per due volte, e sulla panchina dello Šachtar. Nel 1992 concluse anche la carriera in panchina, allenando il Temp Šepetivka, nella neonata repubblica ucraina.

## Palmarès

### Club

#### Competizioni nazionali
- Campionato sovietico: 1

Dinamo Kiev: 1961
- Coppa dell'Unione Sovietica: 1

Dinamo Kiev: 1964

### Nazionale
- Campionato d'Europa: 1

1960